# Europa-Galerie Saarbrücken
«Europa-Galerie Saarbrücken» или «Europagalerie Saarbrücken» (ранее — «Saargalerie») — торговый центр, расположенный в городе Саарбрюккен в федеральной земле Саар, Германия. Торговый центр находится под управлением ECE Group GmbH & Co. KG.

## История
Первоначально на этом месте находился торговый центр «Saargalerie», построенный в 1990 году. Во время последующей реконструкции комплекс был полностью модернизирован, а соседнее здание горной дирекции Саара интегрировано в состав торгового центра.
Изначально открытие «Europa-Galerie Saarbrücken» планировалось на 2009 год, однако из-за строительных задержек рихтфест состоялся лишь 3 марта 2010 года; для посетителей галерея открылась 21 октября 2010 года.
С 17 июня 2018 года управлением комплекса занимается Катарина Райзер.
К десятилетию, 21 октября 2020 года, администрация сообщила о среднем потоке около семи миллионов посетителей в год; значительную их часть составляют жители соседней Франции.
1 марта 2021 года «Europa-Galerie Saarbrücken» присоединилась к общефедеральной акции протеста ритейлеров: по словам менеджмента, «розничная торговля истекает кровью, а оживлённость центра города под угрозой». 21 марта того же года около 70 человек вышли на демонстрацию против расовой дискриминации напротив торгового центра.
Во время пандемии COVID-19 с 3 мая 2021 года в галерее можно сдать ПЦР-тест. Одновременно из-за жёстких ограничений банкротство объявили более двадцати арендаторов. 26 июля 2021 года в комплексе открылся пункт вакцинации от COVID-19. В первый день работы прививку получили 327 человек.
11 августа 2021 года в галерее вновь прошёл традиционный вечер катания на роликах — нем. Skate Night.

## Местоположение
В «Europa-Galerie Saarbrücken» находится 110 магазинов площадью около 25 000 м². Торговый центр разделён на четыре этажа: 1 этаж, 2 этаж (выход на Банхофштрассе и Трирерштрассе), 3 этаж (выход на вокзал), 4 этаж. В торговом центре работает около 900 человек.
«Europa-Galerie Saarbrücken» находится прямо напротив железнодорожного вокзала Саарбрюккена и расположен на Банхофштрассе в начале пешеходной зоны в центре Саарбрюккена.

## Зона охвата
«Europa-Galerie Saarbrücken» охватывает радиус от 50 до 70 км вокруг Саарбрюккена, то есть не только районы Саара, но и Франции, а также федеральной земли Рейнланд-Пфальц.

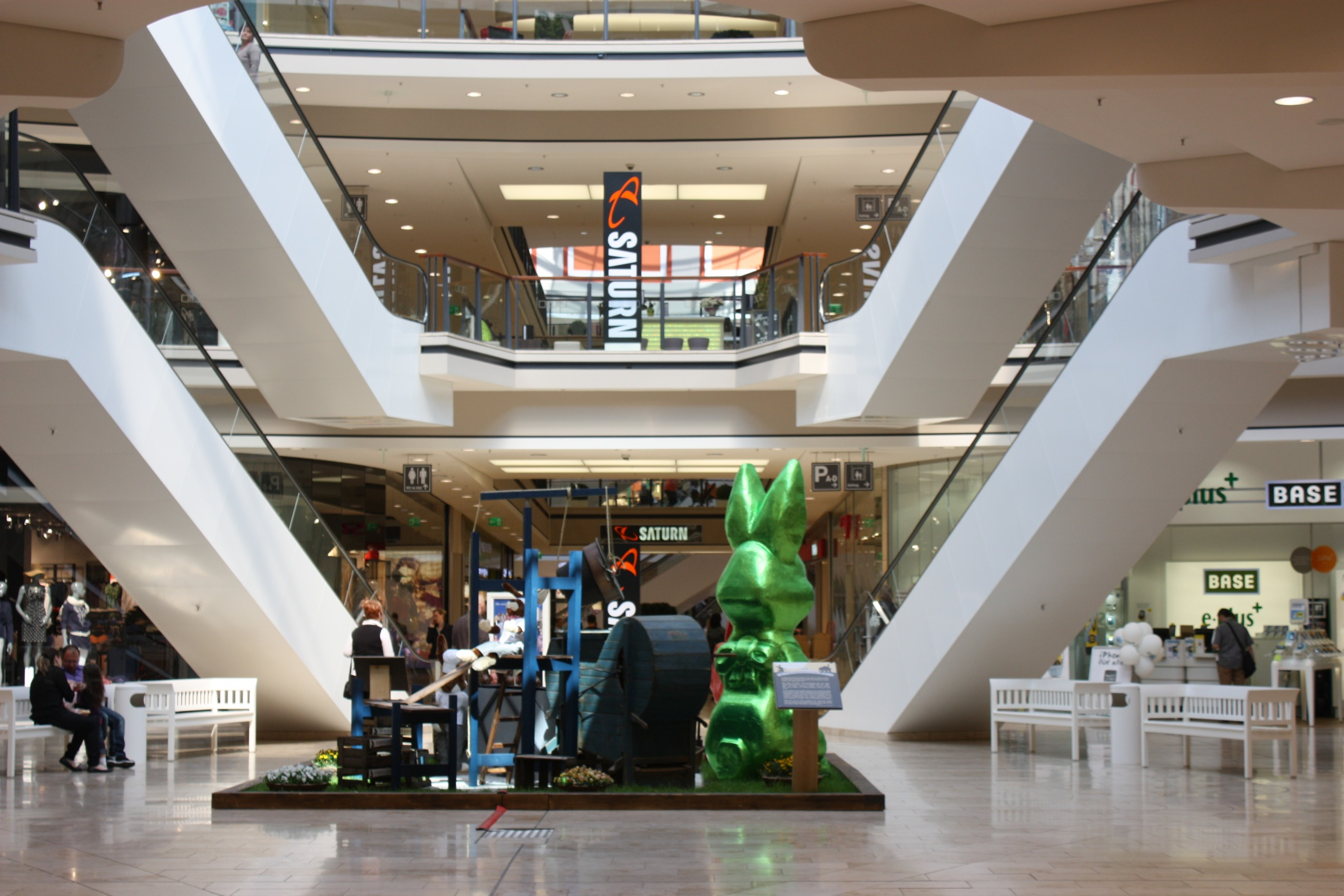
Внутри торгового центра

## Инфраструктура
«Europa-Galerie Saarbrücken» находится в непосредственной близости от трамвайной остановки «Хауптбанхоф», которую обслуживает Saarbahn, а также многочисленных автобусных маршрутов компании Saarbahn GmbH. К торговому центру непосредственно примыкает многоэтажная парковка с более чем 1000 платными парковочными местами.

## Критика
Строительство «Europa-Galerie Saarbrücken» подверглось критике из-за объединения со зданием горной дирекции Саара, которое было построено между 1877 и 1880 годами. Сохранились фасад, чугунная лестница, мозаичный пол работы Villeroy & Boch, бальный зал и ценные свинцовые витражи, созданные художником Фердинандом Сельградом.